# Carol Tyler
Carol Tyler, nota anche con lo pseudonimo di C. Tyler (Chicago, 20 novembre 1951), è una fumettista statunitense candidata undici volte agli Eisner Award, nota per i suoi fumetti autobiografici.
Ha ricevuto numerosi riconoscimenti per il suo lavoro, tra cui il Cartoonist Studio Prize, l'Ohio Arts Council Excellence Award, ed è stata dichiarata Master Cartoonist al Cartoon Crossroads Columbus Festival 2016.

## Biografia
Nata e cresciuta a Chicago, Illinois, ha frequentato scuole cattoliche e la Middle Tennessee State University, dove ha conseguito un Bachelor of Fine Arts. Tyler si interessò al movimento dei fumetti underground mentre frequentava un master in pittura alla Syracuse University nei primi anni '80.  Questo interesse l'ha condotta nella fucina dei fumetti underground di San Francisco.
La sua prima pubblicazione a fumetti è stata la storia del 1987 "Uncovered Property", in Weirdo. Le brevi storie di vita della Tyler e i suoi caratteristici disegni hanno attirato l'attenzione della critica quale una delle sempre più numerose artiste che stavano plasmando il corso dei fumetti underground/alternativi in Nord America negli anni '80; è apparsa nelle influenti antologie femministe Wimmen's Comix e Twisted Sisters. Il suo primo libro da solista, The Job Thing, è stato pubblicato nel 1993. Ha prodotto brevi fumetti per pubblicazioni quali LA Weekly, Pulse (Tower Records), Strip AIDS, Heck e Zero Zero.
La Tyler si è anche esibita in spettacoli comici dal vivo con il Rick & Ruby Patio Show al The Comedy Store di Los Angeles, al Great American Music Hall di San Francisco e al Clunie Center di Sacramento.
Il suo secondo lavoro da solista, Late Bloomer, è stato pubblicato da Fantagraphics nel 2005. È una raccolta di momenti salienti della sua carriera che include sia materiale precedentemente pubblicato che inedito.
L'ultimo progetto completato da Tyler è stata una trilogia, You'll Never Know, che rappresenta la sua ricerca della verità su ciò che è successo a suo padre durante la seconda guerra mondiale e anche sui danni che la guerra ha avuto sulle sue future relazioni. Book One: A Good & Decent Man è stato pubblicato nel maggio 2009. Book Two: Collateral Damage è stato pubblicato nel luglio 2010. L'ultimo capitolo della trilogia, Book Three: Soldier's Heart, è stato pubblicato nell'ottobre 2012.
La Tyler insegna fumetti al College of Design, Architecture, Art, and Planning dell'Università di Cincinnati. Il suo obiettivo principale è insegnare agli studenti i metodi e le tecniche di creazione di fumetti. Nell'insegnare la storia dei fumetti "Tyler può tirare fuori quasi l'intera storia dei fumetti in questo paese, dai classici degli anni '30 alle riviste di fumetti degli anni '50 che insegnano aspetti della storia afroamericana (per quanto riguarda Harriet Tubman e Crispus Attucks) a un originale del primo numero dell'iconoclasta Mad Magazine ." Ha anche portato nelle sue lezioni il tema delle sue recenti opere, il servizio militare.
Un altro suo lavoro a fumetti è una serie di storie di una tavola chiamate "Tomatoes" per Cincinnati. Sulla base delle sue esperienze di coltivazione di pomodori e di amicizie nel cuore della città, "Tomatoes" appare mensilmente nell'ultima pagina.
La Tyler è stata un borsista di Civitella Ranieri nel 2016. È anche artista residente grazie all'Arts Learning Program dell'Ohio Arts Council.
Nel 2016, Tyler ha parlato al Billy Ireland Cartoon Art Museum su "... le sfide uniche della narrazione autobiografica ambientate in tempo reale con personaggi reali". Ha anche parlato alla Society of Illustrators.
Le gallerie DAAP hanno organizzato una grande mostra personale
del lavoro di Tyler che includeva "... voci scritte della sua ascesa nell'illustrazione, accompagnate da opere d'arte e schizzi di tutta la sua carriera" e "...creazioni 3D eclettiche (...) un ottimo lavoro per mostrare un artista e un professore ispiratore alla UC".
Nel 2017 ha tenuto un intervento sul suo processo di creazione di Soldier's Heart alla biblioteca del Congresso, intitolato "Comics to a 'T".
Nel 2020, il lavoro di Carol Tyler è stato scelto per far parte della mostra della Society of Illustrators "Women in Comics: Looking Forward, Looking Back" negli allestimenti del 2020 a New York e del 2021 a Roma.

### Vita privata
Tyler vive tra Cincinnati e una fattoria appena fuori Augusta (Kentucky) con suo marito, il fumettista Justin Green. Si sono conosciuti a San Francisco nei primi anni '80 e hanno una figlia, Julia Green.

## Accoglienza
Nella sua prefazione di un'edizione di Late Bloomer, Robert Crumb ha scritto di lei: "Una delle migliori artiste viventi e che lavorano nel medium dei fumetti. Il suo lavoro ha la qualità estremamente rara di un cuore autentico. I suoi sono gli unici fumetti che mi abbiano mai portato sull'orlo delle lacrime."
Il New York Times ha definito You'll Never Know "una cornice vivida, commovente, eccentricamente elegante costruita attorno a un terribile silenzio".

### Premi e riconoscimenti
Nel 2016, Carol Tyler ha ricevuto il Cartoonist Studio Prize dalla Slate Book Review. Con il collega vincitore Sergio Aragones, ha accettato il Master Cartoonist Award da Cartoonist Crossroads Columbus.
You'll Never Know, Book I: A Good & Decent Man, Book II: Collateral Damage e Book III: Soldier's Heart sono stati candidati per molti premi nell'industria dei fumetti, tra cui undici nomination agli Eisner Award come miglior scrittore/artista non- fiction, miglior album grafico, miglior lettering e miglior pittore/artista multimediale, un Inkpot Award, 2 Harvey Awards e 2 Ignatz Awards. La serie è stata tra le finaliste per il Los Angeles Times Book Prize 2011. Nel 2016, "A Soldier's Heart" ha portato a Tyler un'altra nomination per un LA Times Book Prize. Ha anche ricevuto un Ohio Arts Council Excellence Award.
Nel 2010, è stato nominato uno dei "The Most Memorable Comics & Graphic Novel del 2010" da Glen Weldon di NPR. Si è classificato al quinto posto nella Top 50 Books of 2010 di Rob Clough a High-Low. È stato annoverato tra le "Best of 2010" a Comic Book Resources, Robot 6 e Politics and Prose. Best American Comics lo ha elencato come un "fumetto notevole" nel 2011.
La storia "The Hannah Story", pubblicata su Drawn & Quarterly, è stata nominata per un Eisner Award nel 1995 ed è nella lista Fantagraphics dei "Top 100 Comics of the Twentieth Century".
Nel 1988, la Tyler è stata insignita dell'inaugurale Dori Seda Memorial Award di Last Gasp come Miglior nuova fumettista (Best New Female Cartoonist).
Ha ricevuto la Gold Medal Excellence Award dalla Society of Illustrators e il Nemo Award dal Toonseum di Pittsburgh.

## Opere

### Graphic novel e antologie
- Fab4 Mania, Fantagraphics Books, 2018.
- You'll Never Know: Book III: "Soldier's Heart", Fantagraphics, 2012. ISBN 978-1-60699-548-8
- You'll Never Know: Book II: "Collateral Damage", Fantagraphics, 2010. ISBN 978-1-60699-418-4
- You'll Never Know: Book I: "A Good and Decent Man", Fantagraphics, 2009. ISBN 978-1-60699-144-2
- Late Bloomer, Fantagraphics Books, 2005. ISBN 1-56097-664-0
- Mind Riot: Comic of Age in Comics, Simon and Schuster, 1997. 0689806221
- The Job Thing, Fantagraphics Books, 1993. ISBN 1-56097-111-8

### Fumetti e riviste
- Weirdo
- Wimmen's Comix
- Street Music
- Zero Zero
- Mineshaft Magazine
- Prime Cuts
- LA Weekly
- Drawn & Quarterly
- Tower Records' Pulse!